# Accord de libre-échange entre le Chili et la Colombie
L'accord de libre-échange entre le Chili et la Colombie est un accord de libre-échange signé le 27 novembre 2006 et mis en application le 8 mai 2009. À la suite de cet accord, la quasi-totalité des produits échangés entre les deux devraient ne plus avoir de droits de douane à terme, sauf certaines denrées agricoles comme le lait, la viande, les citrons ou l'huile. L'accord inclut des dispositions sur les barrières non tarifaires, sur la protection des investissements étrangers ou encore sur des mesures phytosanitaires.